# Storforssjön
Storforssjön är en sjö i Torsby kommun i Värmland och ingår i Göta älvs huvudavrinningsområde. Sjön är 3 meter djup, har en yta på 0,255 kvadratkilometer och befinner sig 421,1 meter över havet.

## Delavrinningsområde
Storforssjön ingår i det delavrinningsområde (675026-134269) som SMHI kallar för Mynnar i Fageråssjön. Medelhöjden är 468 meter över havet och ytan är 11,03 kvadratkilometer. Det finns ett avrinningsområde uppströms, och räknas det in blir den ackumulerade arean 34,01 kvadratkilometer. Vattendraget som avvattnar avrinningsområdet har biflödesordning 3, vilket innebär att vattnet flödar genom totalt 3 vattendrag innan det når havet efter 482 kilometer. Avrinningsområdet består mestadels av skog (80 procent). Avrinningsområdet har 0,88 kvadratkilometer vattenytor vilket ger det en sjöprocent på 8 procent.